# Eudochia Zavtur
Eudochia Zavtur (n. 1 martie 1953, Corjova, raionul Dubăsari, RSS Moldovenească, URSS – d. 5 februarie 2015, Chișinău, Republica Moldova) a fost o artistă plastică din Republica Moldova. A practicat atât grafica de șevalet și de carte, cât și pictura.

## Studii, educație
1969-1973 Colegiul de Arte Plastice Alexandru Plămădeală (fosta I. Repin), Chișinău

1973-1979 Academia de Arte Plastice din Kiev, Ucraina

## Expoziții solo
1984 Bender (Tighina), Moldova

1995 Parma, Italia

1998 Chișinău

1999-2000 Înaltul Comisariat ONU pentru refugiați,  Moldova

2000 Palatul Parlamentului, România

2000 Biblioteca „Onisifor Ghibu”, Moldova

2000 Ambasada României din Moldova

2000 Kiev, Ucraina

## Expoziții de grup
1979-2000 Participă la majoritatea expozițiilor organizate de Uniunea Artiștilor Plastici și Muzeul Național de Arte Plastice din Republica Moldova

## Expoziții peste hotare
1983 Afganistan

1983 Madagascar

1984 Cipru, Bulgaria, Franța

1985 Danemarca, Laos, Moscova

1985 Moscova, Irak

1986 Moscova, Cehoslovacia, Kiev, Franța, Caunas, Sri-Lanca, Benin, Gana, Finlanda

1987 Cipru, Portugalia, Germania, Nepal, Tunus

1988 Islanda

1989 Australia, Moscova, Spania, Finlanda

1993 România

1994 România

1995 Italia

1996 Minsk

1998 Germania

## Mențiuni
1998 Uniunea Artiștilor Plastici din Moldova, pentru întreaga activitate

1998 Uniunea Artiștilor Plastici din România

1998 „Saloanele Moldovei”, ed. VII-a

1999 Salonul internațional de carte pentru copii și tineret

2000 Salonul internațional de carte pentru copii și tineret, premiul pentru cea mai reușită prezentare grafică „Din valurile vremii” M. Eminescu

2000 Pentru merite în creație plastică, Iași, România

2001 Premiul „Iurie Matei” ediția a II-a, Moldova

## Colecții
Operele Eudochiei Zavtur se află în multiple colecții de stat și particulare din Moldova, Rusia, Ucraina, România, Italia, Finlanda, Germania, Israel, Franța, Olanda, S.U.A., Canada, Australia.

## Publicații
- Albumul „Eudochia Zavtur”, Grafică, pictură, Chișinău, 1998
- Eminescu , „Din valurile vremii...”, ed. „Cartea Moldovei”, Chișinău, 2000
- Vasile Alecsandri, „Miorița”, ed. „Cartea Moldovei”, Chișinău, 1998
- Mihai Eminescu, „Luceafarul”, Chisinau, „Literatura Artistica”, 1998
- Meșterul Manole, baladă, ed. „Cartea Moldovei”, Chișinău, 1998
- Mihai Eminescu, „Legendă Populară”, Chișinău
- Ion Creangă, „La cireși”, Chișinău.